# Octave Vandekerkhove
Octave Vandekerkhove (1911 - 1987) was een romanschrijver uit Roubaix.

## Gepubliceerd werk
- Ma petite Lilloise, E. Figuière (1935)[2]
- Comédie sans nom, roman tiré de la comédie en 3 actes du même titre et du même auteur, Office français du livre (1943)
- Les Fauves en liberté, Éditions Janicot (1944)
- La Clique à Balthazar, Éditions Janicot (1945)
- Les Galériens, Office français du livre (1945)
- Bourreaux en haut de forme, Office français du livre (1945)
- Les Sorcières du paradis, Societe d'Editions Litteraires Françaises (SELF)(1946)
- L'Homme à tout faire, Éditions Janicot (1946)[3]
- Le Géant du rivage, Éditions Janicot (1947)
- C'était la belle vie: Petits portraits, Éditions du Scorpion (1960)